# Retvizan (1900)
Retvizan (rusky Ретвизан) byla bitevní loď typu predreadnought ruského carského námořnictva. Postavila ji americká loděnice William Cramp & Sons, protože ruské loděnice v té době kapacitně nestačily. Pojmenován byl po švédské řadové lodi, která byla zajata během bitvy o Vyborgský záliv v roce 1790 (švédsky Rättvisan, což znamená čestnost a spravedlnost). Sloužil v letech 1901–1904 a byl přidělen k Baltské flotě, nicméně v roce 1902 byl převelen na Dálný východ.
Rusko jej nasadilo v rusko-japonské válce. Loď byla torpédována během japonského překvapivého útoku na Port Arthur v noci z 8. na 9. února 1904, nabrala velké množství vody a její ponor se výrazně zvýšil, kvůli čemuž u vjezdu do přístavu najela na břeh, když se pokoušela uchýlit dovnitř. Byla vyzdvižena a opravena včas, aby se připojila ke zbytku 1. tichomořské eskadry, když se 10. srpna pokusily dosáhnout Vladivostoku skrz japonskou blokádu. Japonská flota je znovu napadla během bitvy ve Žlutém moři a poté, co byl zabit velitel eskadry a poškozena jeho vlajková loď, přinutila většinu ruských lodí k návratu do Port Arthuru. Retvizan byl potopen japonskými houfnicemi v prosinci, když Japonci získali kontrolu nad kopci okolo přístavu.
Japonci ho vyzvedli a opravili poté, co se v lednu 1905 Port Arthur vzdal. Japonské císařské námořnictvo jej po přestavbě provozovalo v letech 1908–1922 pod jménem Hizen (肥前). Nasadilo jej v první světové válce. Po vyřazení byl potopen jako cvičný cíl.

## Stavba

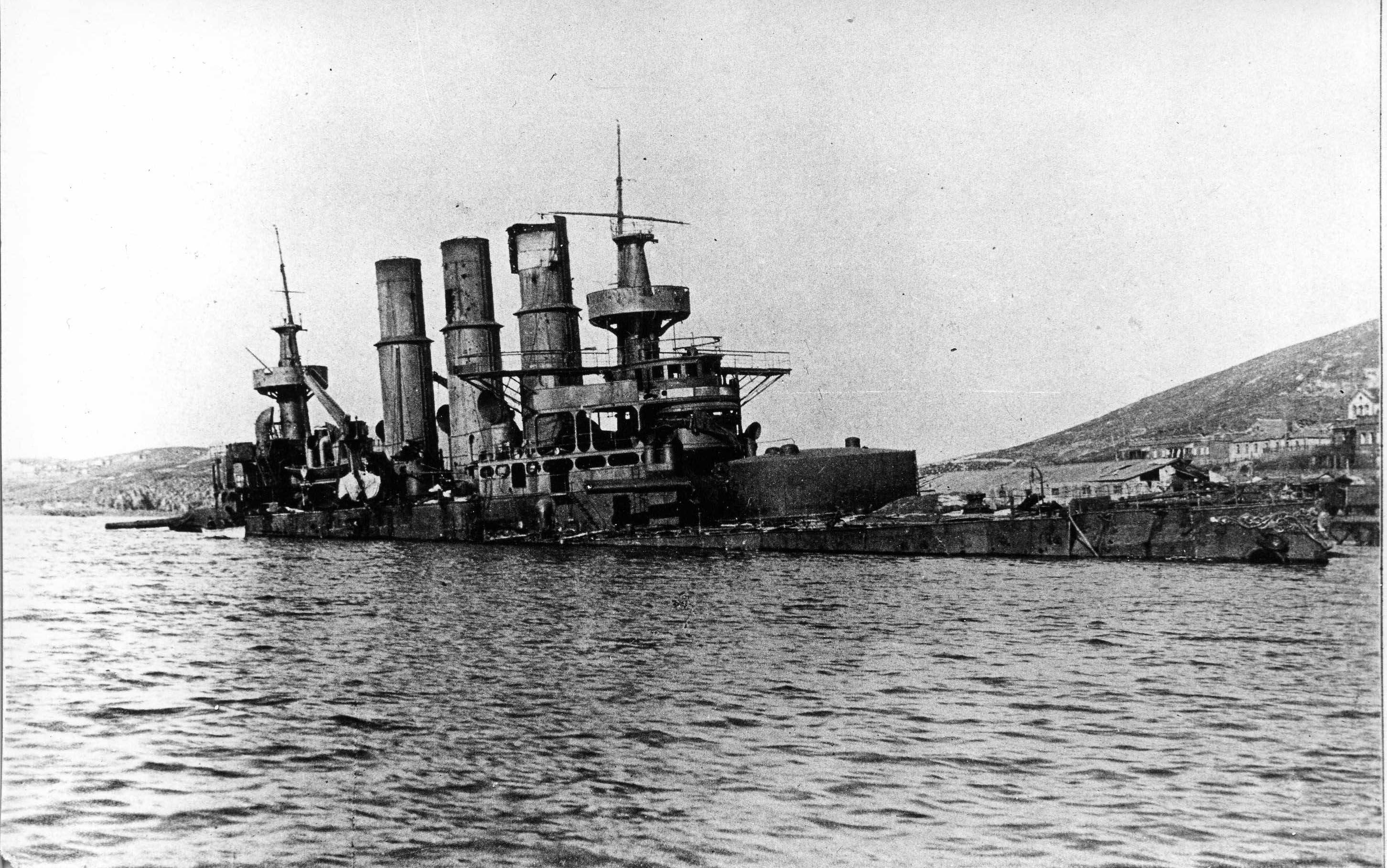
Retvizan potopený v Port Arthuru

Plavidlo postavila americká loděnice William Cramp & Sons ve Filadelfii. Stavba byla zahájena roku 1899, na vodu bylo spuštěno roku 1900 a do služby bylo uvedeno v prosinci 1901.

## Konstrukce
Výzbroj tvořily čtyři 305mm kanóny ve dvoudělových věžích, dvanáct 152mm kanónů v kasematách, dvacet 75mm kanónů, dva 63mm kanóny Baranovski, dvacet čtyři 47mm kanónů, osm 37mm kanónů a šest 450mm torpédometů. Pohonný systém měl výkon 17 000 hp. Skládal se z 24 kotlů Niclausse a parních strojů, pohánějících dva lodní šrouby. Nejvyšší rychlost dosahovala 18 uzlů. Dosah byl 5500 námořních mil při rychlosti 10 uzlů.

## Osudy

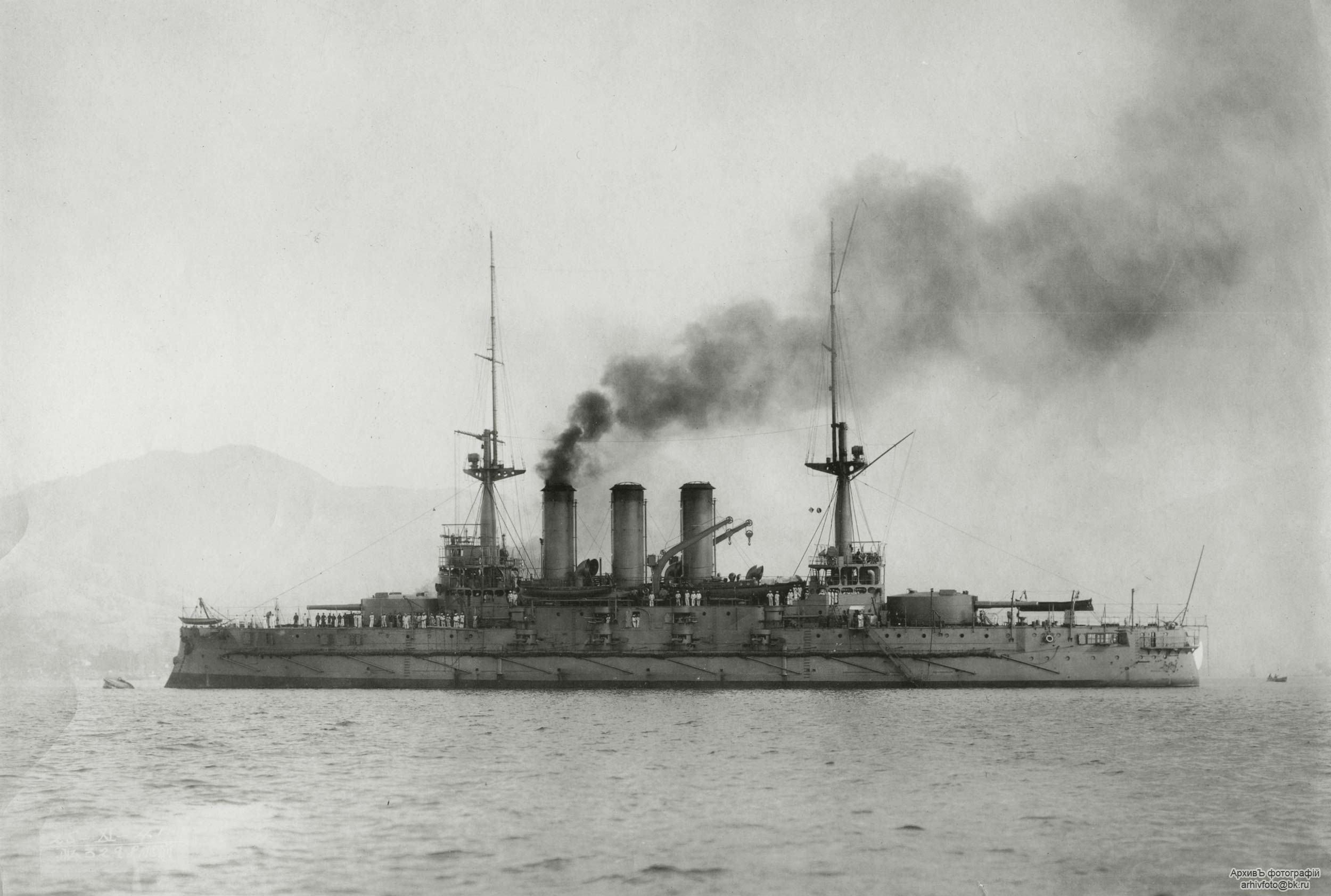
Japonská bitevní loď Hizen (ex Retvizan)

Retvizan se účastnil rusko-japonské války. Při úvodním japonském útoku na Port Arthur v únoru 1904 byl vážně poškozen torpédem. Po opravě se účastnil bitvy ve Žlutém moři ve dnech 10.–11. srpna 1904. V bitvě byl poškozen a po ruské porážce se vrátil na základnu. Dne 6. prosince 1904 jej v Port Arthuru potopila palba japonských houfnic.
Japonsko plavidlo ukořistilo. V září 1905 bylo vyzvednuto, následně opraveno a v listopadu 1908 bylo zařazeno do japonského námořnictva jako Hizen. Bitevní loď Hizen se účastnila první světové války. Od roku 1921 byla klasifikována jako kaibókan. V 1922 byla vyřazena. Roku 1924 byla potopena jako cvičný cíl.